# Spodoptera ornithogalli
Spodoptera ornithogalli är en fjärilsart som beskrevs av Achille Guenée 1852. Spodoptera ornithogalli ingår i släktet Spodoptera och familjen nattflyn. Inga underarter finns listade i Catalogue of Life.

## Bildgalleri

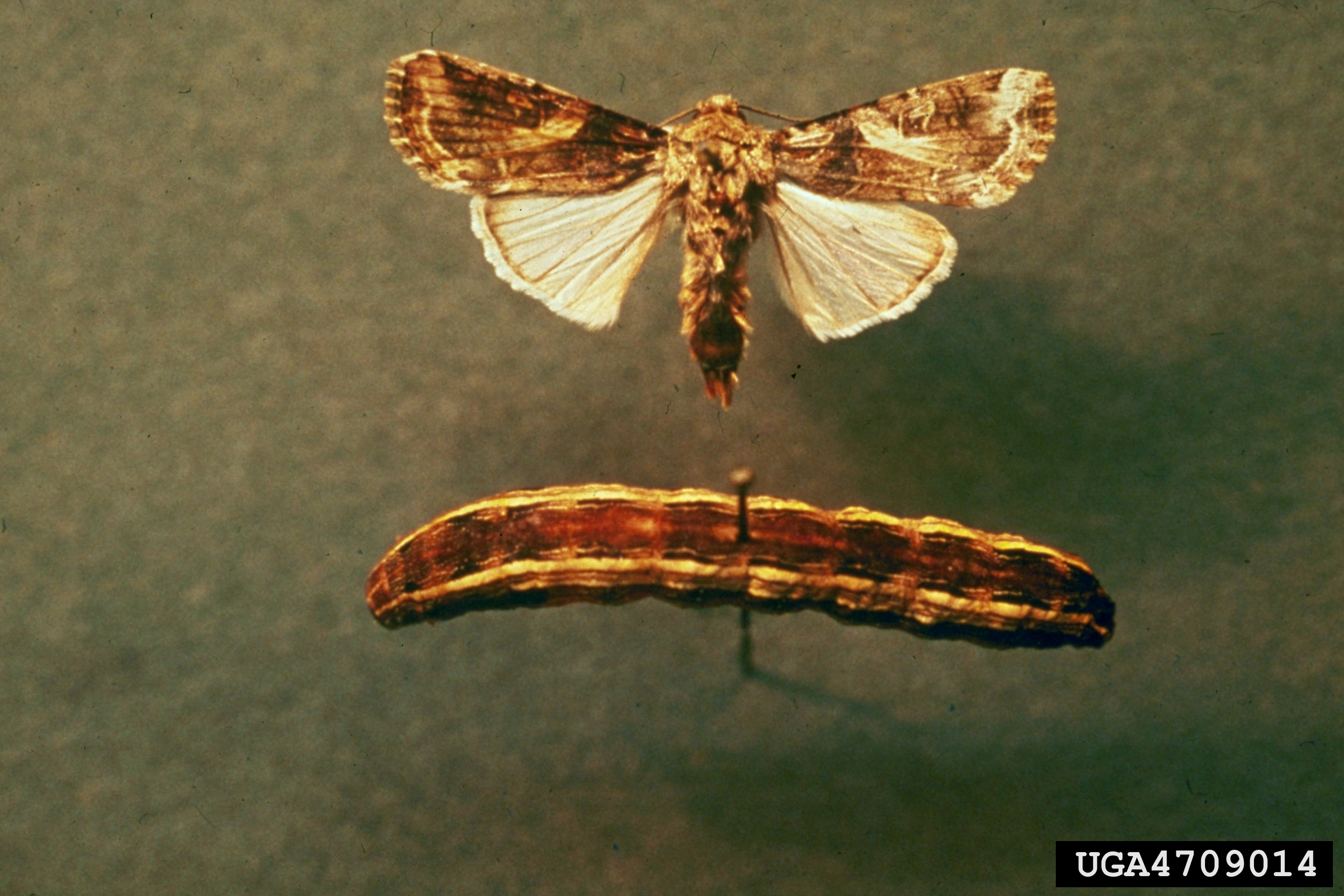
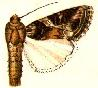
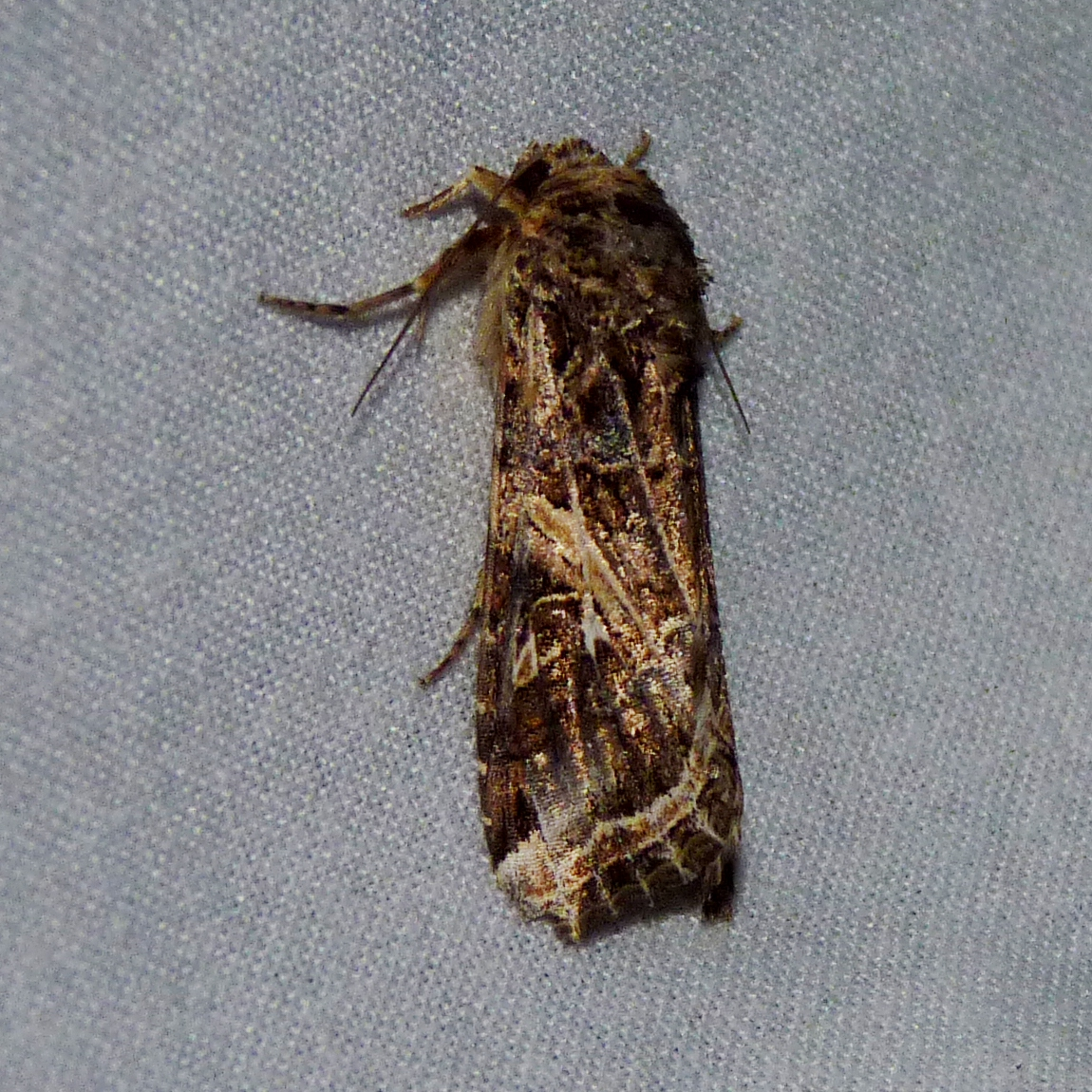
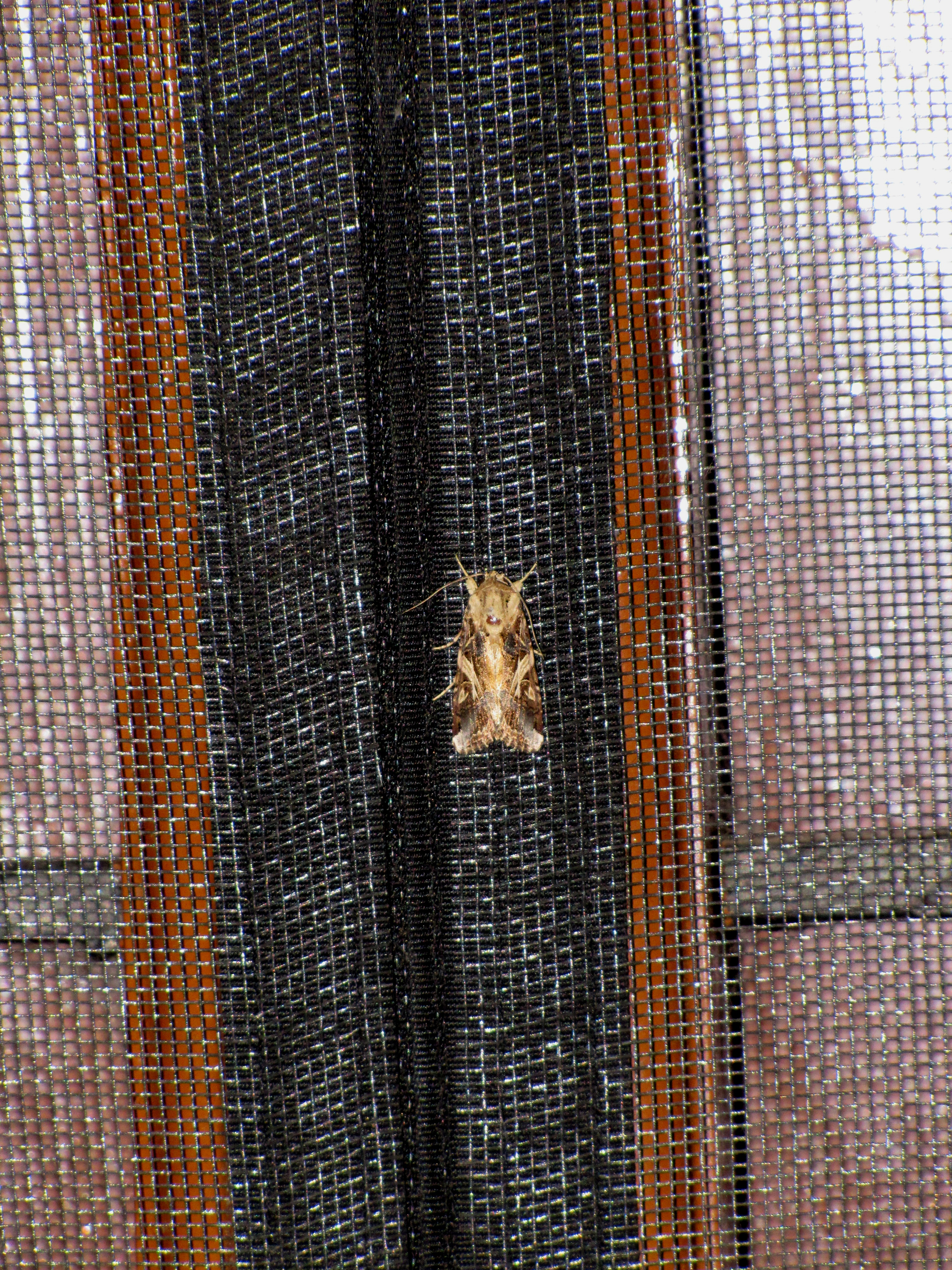